# بلوز پیت کلی (فیلم)
بلوز پیت کلی (انگلیسی: Pete Kelly's Blues) فیلمی در ژانر موزیکال، درام، و جنایی به کارگردانی جک وب است که در سال ۱۹۵۵ منتشر شد.

## بازیگران
- جک وب
- جنت لی
- ادموند اوبرایان
- پگی لی
- اندی دیواین
- لی ماروین
- الا فیتزجرالد
- مارتین میلنر
- جین منسفیلد
- جان دنیس